# Abanycha bicolor
Abanycha bicolor là một loài bọ cánh cứng trong họ Cerambycidae.